# Kamanahalli, Holalkere
Kamanahalli là một làng thuộc tehsil Holalkere, huyện Chitradurga, bang Karnataka, Ấn Độ.